# San Salvador el Verde
San Salvador el Verde är en kommun i Mexiko.   Den ligger i delstaten Puebla, i den sydöstra delen av landet, 70 km öster om huvudstaden Mexico City.
Följande samhällen finns i San Salvador el Verde:
- San Lucas el Grande
- San Gregorio Aztotoacan
- Analco de Ponciano Arriaga
- Tlacotepec de José Manzo
- Tierra Bendita
- Guadalupe la Encinera
- Unidad 13 de Septiembre
- El Potrero
- La Ladrillera
- El Calvario
- Los Ramírez